# Angoussart
Angoussart  is een gehucht in Bierges, deelgemeente van de stad Waver in de Belgische provincie Waals-Brabant.
Angoussart ligt als villawijk in het noordwesten van de deelgemeente, twee kilometer ten noordwesten van het dorpscentrum, nabij de grens met Limal en Rosières. Ten noordoosten ligt het gehucht Champles; ten noordwesten het gehuchtje Plagniau. Ten zuiden bevindt zich een bos, het Bois de Bièrges.

## Geschiedenis
De Ferrariskaart uit de jaren 1770 toont hier een landelijk en bosrijk gebied, met enkel een geïsoleerde cijnshoeve, als de Cense de l'Enqueusat, een stuk ten zuiden van het gehucht Chambre (Champles). Op het eind van het ancien régime, toen tijdens de Franse bezetting de gemeenten werden gecreëerd, werd dit gebied ondergebracht bij de gemeente Bierges.
Op de Atlas der Buurtwegen uit 1841 is hier een gehuchtje Angousart aangeduid. De Vandermaelenkaart uit het midden van de 19de eeuw toont het gehucht en de hoeve Angousart. Het gehucht groeide op het eind van de 19de eeuw en eerste helft van de 20ste eeuw wat, maar bleef landelijk.
In de jaren 1960 werd het gebied ten noordwesten van Angoussart doorsneden door de nieuwe autosnelweg A4, die Angoussart afsneed van het buurgehucht Champles.
Voor de grote gemeentelijke herindelingen en fusies in België in de jaren 1970 waren er plannen om Angoussart af te splitsen van Bierges, en over te hevelen naar fusiegemeente Rixensart ten westen, terwijl het grootste deel van Bierges bij Waver zou worden gevoegd. Uiteindelijk zag men af van het overhevelen van Angoussart en het gehucht bleef bij Bierges, dat een deelgemeente werd van Waver.
In de laatste decennia van de 20ste eeuw raakt het gebied volgebouwd als een villawijk.

## Bezienswaardigheden
- Het Château d'Angoussart, een residentie uit het eind van de 19de eeuw, en sterk verbouwd in de eerste helft van de 20ste eeuw.

## Verkeer en vervoer
Ten noordoosten van Angoussart loop de autosnelweg A4/E411, die er een op- en afrit heeft.
Deelgemeenten: Bierges · Limal · Waver

Overige kernen: Aisemont · Angoussart · Basse-Wavre · Champles · Chérémont · Grandsart · La Haie · Le Manil · Louvrange · Par-delà l'Eau · Le Pélerin · Point-du-Jour · Profondsart · Les Quatres Chemins ·  Le Ry ·  Stadt · Trou du Haut · Villagexpo

Belgische gemeenten · Arrondissement Nijvel · Waals-Brabant · Wallonië